# Paradiastylis whitleyi
Paradiastylis whitleyi is een zeekommasoort uit de familie van de Diastylidae. De wetenschappelijke naam van de soort is voor het eerst geldig gepubliceerd in 1951 door Hale.